# Emmanuel Orhant
Emmanuel Orhant, né le 31 décembre 1969 à La Ferté-Macé (Orne), est un médecin français. 
Il a été le médecin de l’équipe de France d’aviron des moins de 23 ans en 2002, de l’équipe de France olympique d’aviron de 2003 à 2004 puis du Comité national olympique et sportif français aux Jeux olympiques d'été de 2004.
Médecin de l'équipe professionnelle de LILLE olympique sporting club (LOSC) de 2004 à 2008, il est Vainqueur de la coupe intertoto en 2004. Vice-champion de france en 2005. Il devient le responsable médical de l'olympique Lyonnais de 2008 à 2017. Il est élu President de l'association des médecins de club de football professionnel depuis 2015. Depuis mars 2017, il est le directeur médical de la fédération française de football. 